# 장다리물떼새
장다리물떼새(학명 : Himantopus himantopus)는 한반도를 비롯하여 전 세계 온대와 열대 기후 지역에 널리 분포하는 물떼새의 일종이다
4월중순 영종도에 날라와 4월~8월 짝집기하며 3~5알을 낳는다고 철새라고 윤순영씨 글이 한겨레 신문에 실렸다. 자세한 내용과 사진.
http://plug.hani.co.kr/crane/2669134 보관됨 2018-08-21 - 웨이백 머신
몸길이는 37cm이고, 부리는 검고 가늘며, 다리는 매우 길다. 긴 분홍색 다리는 다른 종과 확연히 구별된다. 수컷의 몸 윗면은 진한 녹색이고, 암컷은 어두운 갈색이다. 눈 뒤와 뒷머리의 갈색 무늬는 개체에 따라 달라서 일부 개체는 완전히 흰색인 것도 있다. 얕은 물속을 걸어다니면서 어류, 곤충류, 갑각류 등을 잡아먹는다.